# Diego Bri
Diego Vicente Bri Carrazoni (Elche, 12 de septiembre de 2002) es un futbolista español que juega en la demarcación de extremo en el Córdoba C. F. de la Segunda División de España.

## Biografía
Tras formarse como futbolista en las categorías inferiores del Elche C. F., finalmente en 2018 debutó con el segundo equipo el 2 de diciembre contra el Vilamarxant CF, encuentro que ganó por 3-0 el equipo villamarchantero. El 12 de septiembre de 2020 debutó con el primer equipo en Copa del Rey contra el Extremadura U. D. En 2022 fichó por el Atlético de Madrid y jugó en su filial hasta su marcha al Córdoba C. F. como cedido en julio de 2025.

## Clubes
| Club                   | País   | Año       | Partidos | Goles |
| ---------------------- | ------ | --------- | -------- | ----- |
| Elche Ilicitano C. F.  | España | 2018-2022 | 57       | 13    |
| Elche C. F.            | España | 2020-2022 | 4        | 0     |
| Atlético de Madrid "B" | España | 2022-2025 | 98       | 16    |
| Córdoba C. F. (cedido) | España | 2025-     |          |       |